# Исаков, Василий Иванович
Василий Иванович Исаков (20 марта 1914, Тургенево, Симбирская губерния — 19 февраля 1986, Москва) — советский учёный, доктор экономических наук, профессор; один из идеологов машинной бухгалтерии в СССР.

## Биография
Родился 20 марта 1914 года в селе Тургенево (ныне — в Ардатовском районе Мордовии).
В 1937 году с отличием окончил Московский кредитно-экономический институт по специальности инженер по организации машинизированного учёта. После окончания института работал на авиационном заводе начальником машиносчётной станции, затем — заместителем главного бухгалтера. Затем продолжил службу в Красной армии, продолжал работать на авиационных заводах, внедряя механизацию учёта.
С 1946 по 1948 год обучался в аспирантуре Московского финансового института (МФИ, ныне Финансовый университет при Правительстве РФ). В 1950 году защитил кандидатскую диссертацию (научный руководитель доцент Г. П. Евстигнеев). Работал в Московском институте народного хозяйства им. Г. В. Плеханова (МИНХ), Московском экономико-статистическом институте (МЭСИ). В 1952—1956 годах преподавал на кафедре машинизированного учёта МФИ (по совместительству). В 1960 году защитил докторскую диссертацию, в 1961 году был утверждён в учёном звании профессора.
С декабря 1967 года деятельность профессора В. И. Исакова была вновь связана с Московским финансовым институтом: он стал работать профессором вновь созданной в МФИ кафедры «Счётные машины и их эксплуатация», осуществляя преимущественно научное руководство аспирантами; в сентябре 1977 года был избран по конкурсу профессором кафедры счётных машин и их эксплуатации; с сентября 1979 года и до конца жизни работал профессором-консультантом этой кафедры.
Василий Иванович Исаков вёл обширную научную и учебно-методическую работу. Стал автором многих учебников и монографий (общий объём опубликованных им работ составил около 1000 п.л.). За свою долголетнюю педагогическую работу подготовил более 70 кандидатов и 10 докторов наук. Являлся членом специализированных советов ряда вузов, членом редакционной коллегии журнала «Бухгалтерский учёт», членом редакционных советов издательств «Статистика», «Финансы», членом методологических советов ЦСУ СССР и Управления бухгалтерского учёта и отчетности Министерства финансов СССР, членом методического совета Министерства высшего и среднего специального образования СССР по организации механизированной обработки информации.
Умер 19 февраля 1986 года в Москве. Похоронен на Пятницком кладбище.

## Заслуги
- Награждён медалями «За доблестный труд в Великой Отечественной войне. 1941—1945 гг.», «За доблестный труд. В ознаменование 100-летия со дня рождения В. И. Ленина», «Тридцать лет победы в Великой Отечественной войне 1941—1945 гг.», а также двумя бронзовыми медалями ВДНХ СССР.
- Удостоен знаков «Отличник социалистического учёта», «За отличные успехи в работе» (высшая школа СССР), «Почётному железнодорожнику».